# Солинська ГЕС-ГАЕС
Солинська ГЕС-ГАЕС (пол. Elektrownia Solina) — гідроелектростанція в Польщі на річці Сян. Розташована у гміні Солина.

## Історія
Перші плани будівництва греблі в регіоні виникли ще в 1921 році, коли виникла ідея будівництва невеликої споруди біля села Мичковці. Проте проєкт посувався неспішно, а з початком Другої світової війни його припинили. По закінченні війни плани переглянули та створили проєкт будівництва греблі в Солині. Однак повоєнні зміни кордонів зробили Сян прикордонною річкою, що ускладнювало будівництво.
Після обміну територіями з СРСР у 1951 році обидва береги Сяну знову стали у складі Польщі, а через десять років нарешті розпочались роботи з будівництва греблі. Вони були завершені в 1969-му і коштували 1 500 000 000 злотих.  
Первісно потужність ГЕС становила 136 МВт. Після проведеної у 2000—2003 роках модернізації вона зросла до 200 МВт за рахунок встановлення двох оборотних турбін, що надало станції можливості гідроакумуляції.

## Галерея

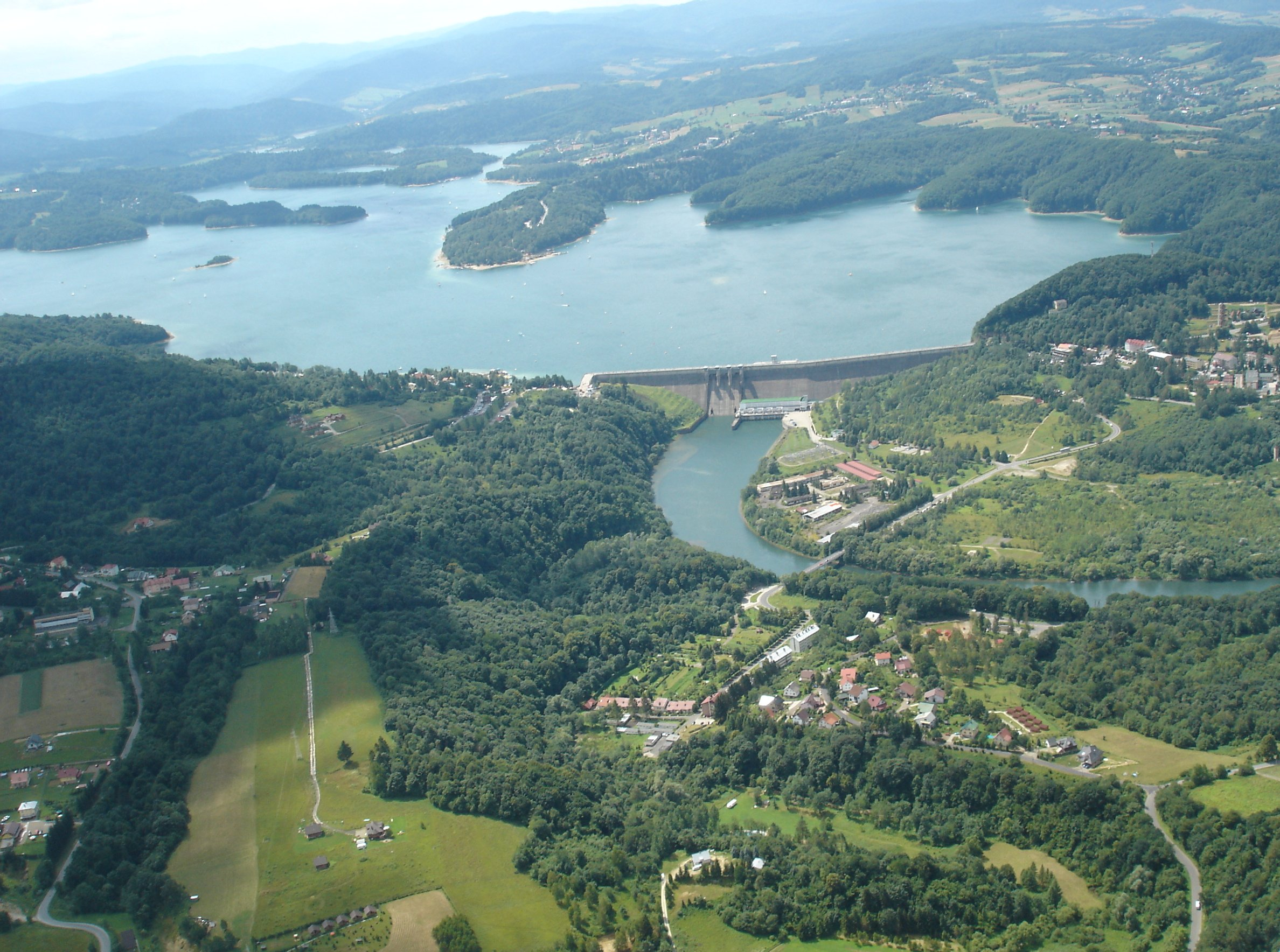
Гребля з висоти пташиного польоту
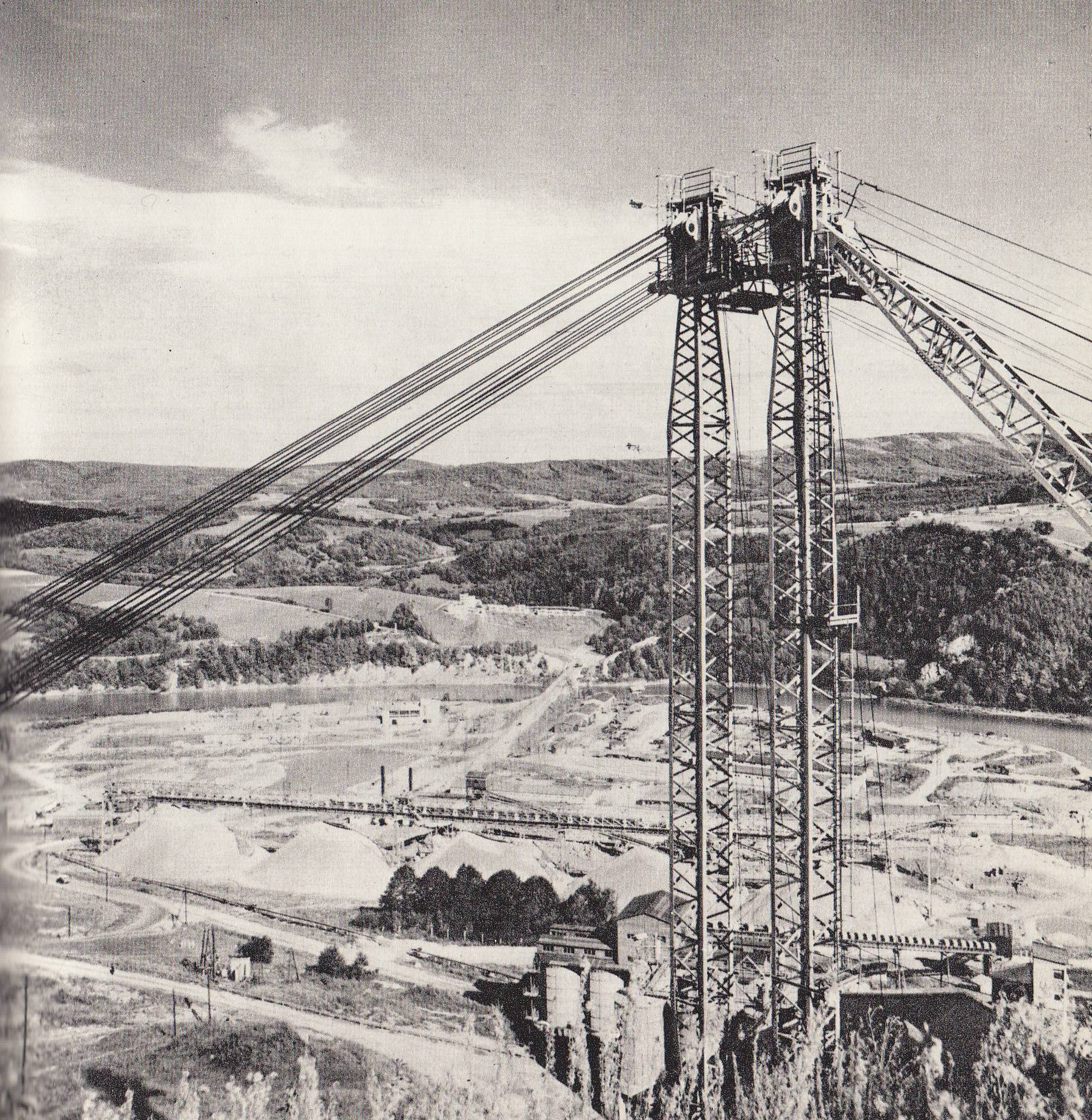
Будівельні роботи з будівництва дамби
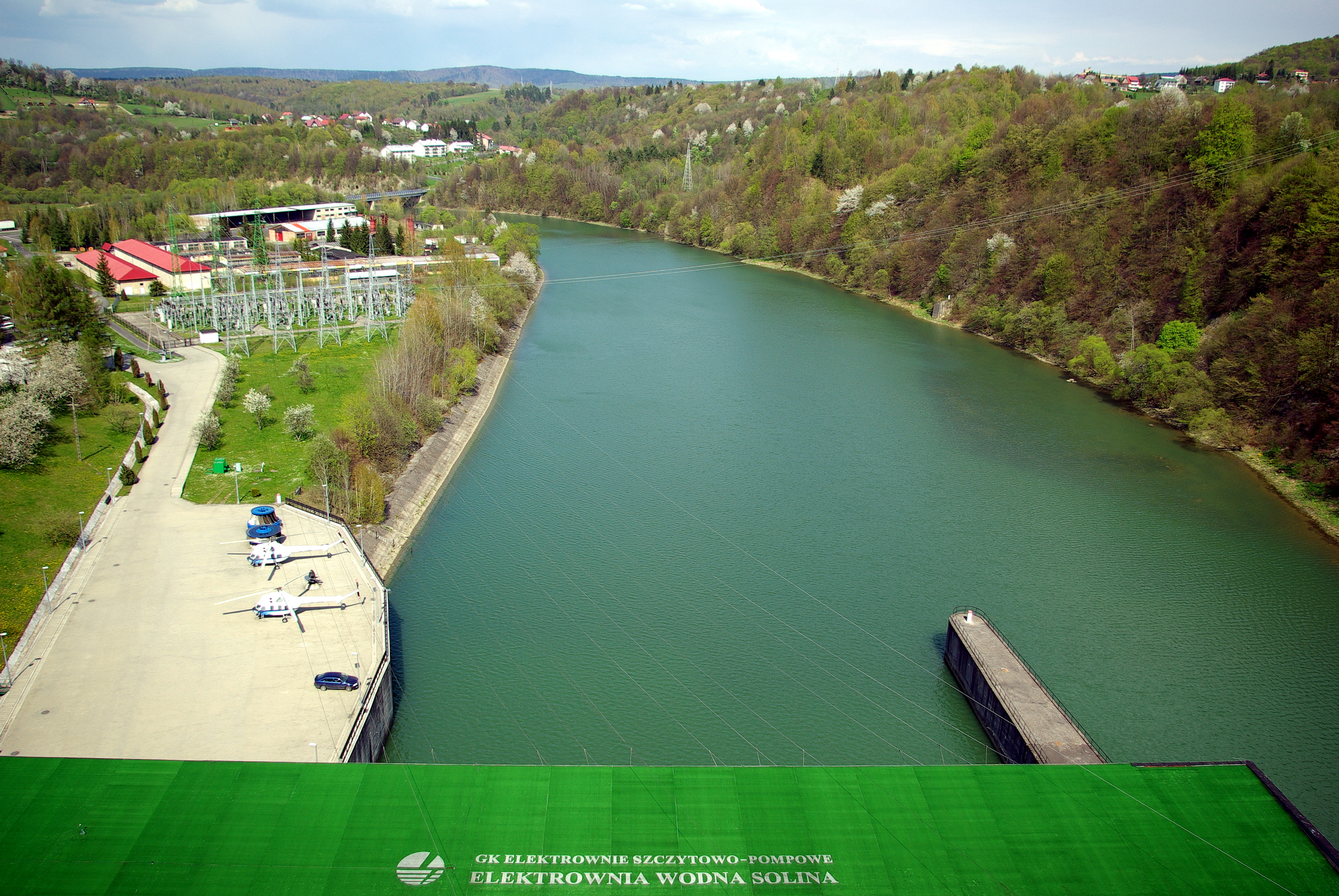
Вид з дамби на берег
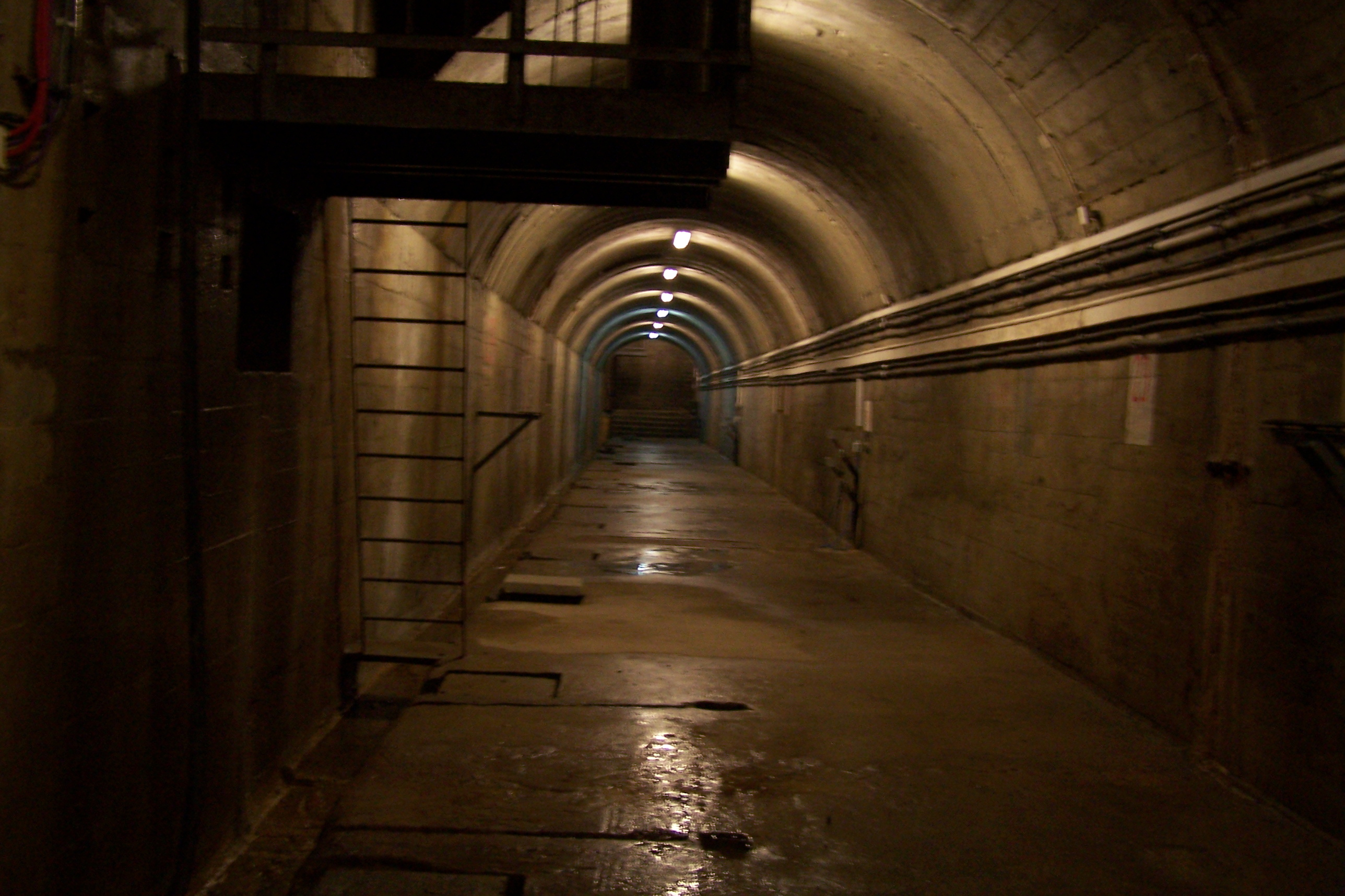
Технічна галерея в греблі на глибині 6 м